# Ле-Шабль
Ле-Шабль (фр. Le Châble, франкопров. Lo Châblo/Lo Tsâblo) — деревня в округе Энтремон, кантон Вале, Швейцария. Населённый пункт является столицей общины Валь-де-Бань. По данным переписи c 31 декабря 2020 года в деревне проживало 560 человека. Высота деревни — 850 метров.

## Этимология
Французский топоним Le Châble происходит от названия на местном патуа, Le Tsâble. Tsâble на местном говоре означает коридоры в лесу, по которым стволы деревьев спускались на равнину. Каждый такой коридор имел своё собственное название, например, d'élaise, du couershlo, du vajai, rossë, botëyë, varnal, rouena и molachu.

## География
Le Châble расположен в нескольких километрах от Вербье, горнолыжного курорта, связанного с горнолыжной зоной 4 Vallées (4 долины). Курорт располагает 150 км лыжных трасс.

## История
В 1150 году Гумберт III Савойский уступил сеньорию Бань аббатству Сен-Морис, которое сохраняло свой суверенитет до конца Старого порядка в 1798 году. Деревня Ле-Шабль, столица коммуны Валь-де-Бань в Вале, долгое время была резиденцией аббата Сен-Мориса.
25 мая 1595 года деревня Ле-Шабль пострадала от ледохода Жетро. По оценкам, во время этого события погибло около 140 человек и было разрушено несколько сотен зданий, домов и шале в Валь-де-Бань и на равнине Мартиньи.
16 июня 1818 года деревня снова пострадала от ледохода Жетро. Наводнение достигло уровня Ле-Шабль между 17:05 и 17:10. Подъём уровня воды, по оценкам, составил от 13 до 15 метров. Как и остальная часть Валь-де-Бань, Ле-Шабль сильно пострадал от разрушений. Несколько домов, дач и сараев были разрушены.

## Транспорт
Рядом с железнодорожной станцией Ле-Шабль расположен четырёхместный полувагон, на которой можно легко добраться до Вербье и расположенных выше горнолыжных склонов. От железнодорожной станции ходит автобус до Вербье и до Брюзона, расположенного на противоположной стороне долины, откуда можно добраться до небольшой, более спокойной зоны катания. Через Ле-Шабль также проходит главная дорога, ведущая в Вербье.

## Достопримечательности
- Аббатство. Здание построено в 1410 году и после разрушения отстроено заново в 1646 году. Здание было бывшей резиденцией аббатов Сен-Мориса, построенной на месте замка Ле-Шабль, потом резиденция виконта, затем резиденция аббатства с XV века[7].
- Приходская церковь Святого Маврикия. Колокольня датируется 1488—1534 годами, она построенная мастером-каменщиком Жаном Воле-Дюнойе. Ребристый сводчатый хор, построенный в 1503 году и перестроенный в 1534 году мастером-каменщиком Пьером Гиго, является результатом расширения старого прямоугольного хора с добавлением многоугольной апсиды. Неф, также построенный Пьером Гиго в 1519—1525 годах (явно по образцу церкви Сен-Винсент-о-Планш в Монтрё)[14], имеет три корпуса, разделенные аркадами, сводчатые с перекладинами, ключи которых украшены крестом Сен-Морис[7].
- Оссуарий. Здание построено в 1560 году, а затем несколько раз реставрировалась. Это одно из немногих сохранившихся зданий этого типа[7].
- Музей Бань. Здание средневекового происхождения, преобразовано в 1638 году и отреставрировано в 1978 году.
- Бывшая кузница семьи Орейе. В этой бывшей кузнице есть оборудование, которое до сих пор работает, включая два ковшовых колеса, вентилирующих пять печей, большой отбойный молот и столбовые буры[15].

## Марди Гра
Каждый год, примерно в феврале, местный парад Марди Гра проходит через Ле-Шабль и заканчивается на городской площади. Это событие, когда деревни и предприятия долины собираются вместе, создавая плавсредства и костюмы на общую тему. В регионе есть несколько духовых оркестров, которые обычно присоединяются к параду и принимают участие в неформальном соревновании на городской площади, выступая перед широкой публикой.
В Вербье также проводятся тематические мероприятия, основанные на Марди Гра, но они рассчитаны на туристов, а не на местных жителей.

## Галерея

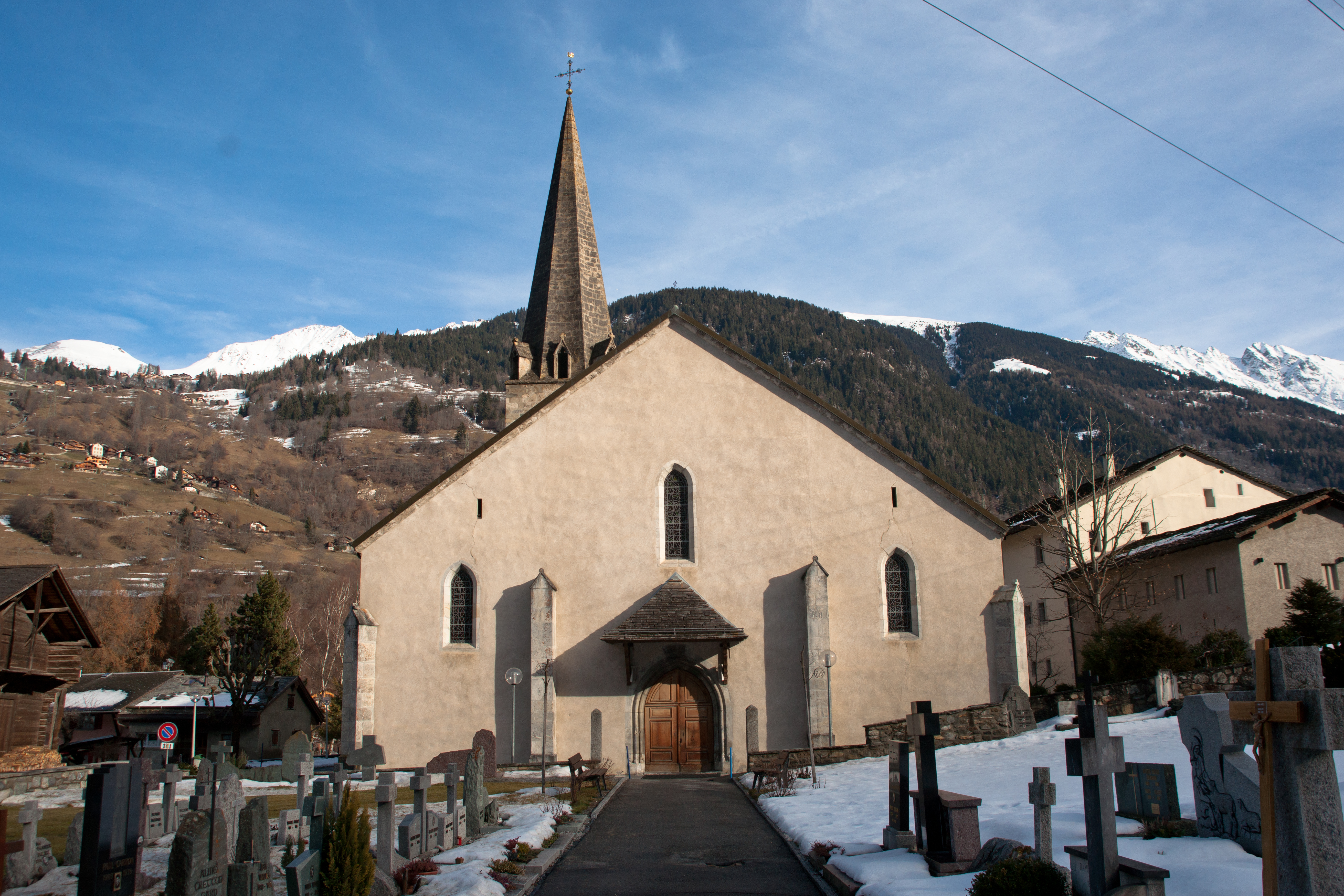
Церковь Святого Маврикия
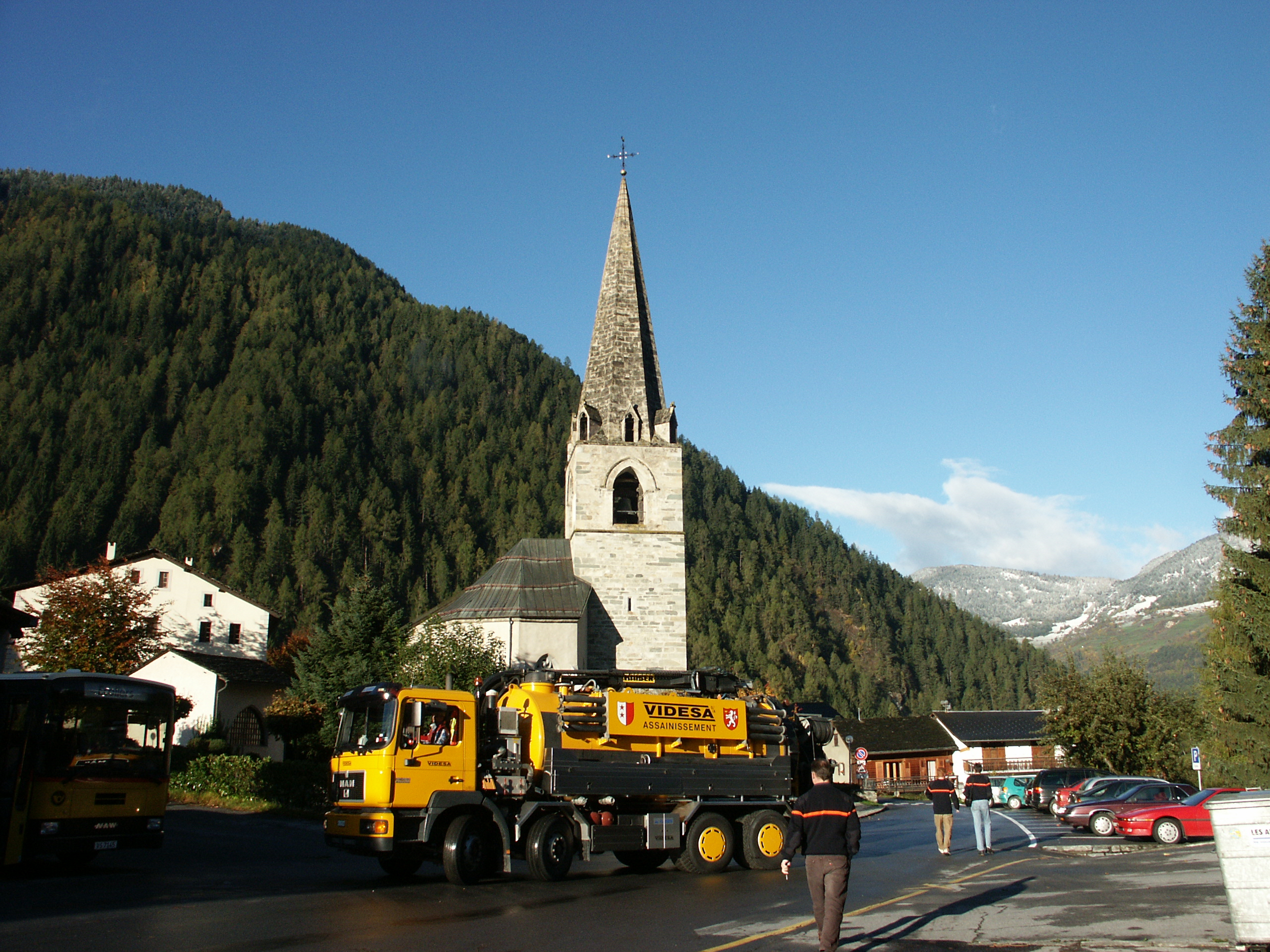
Церковь Святого Маврикия
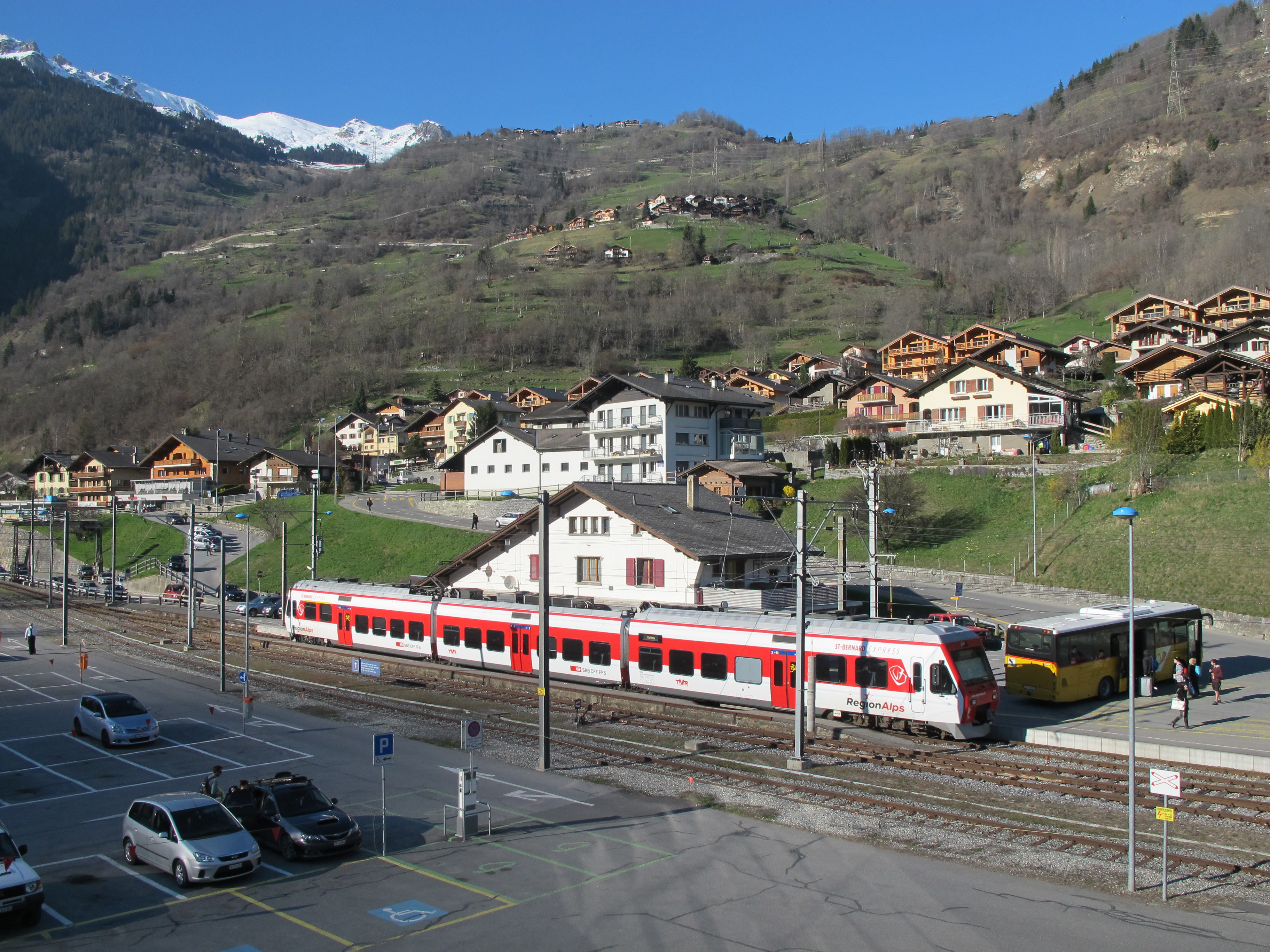
Железнодорожная станция
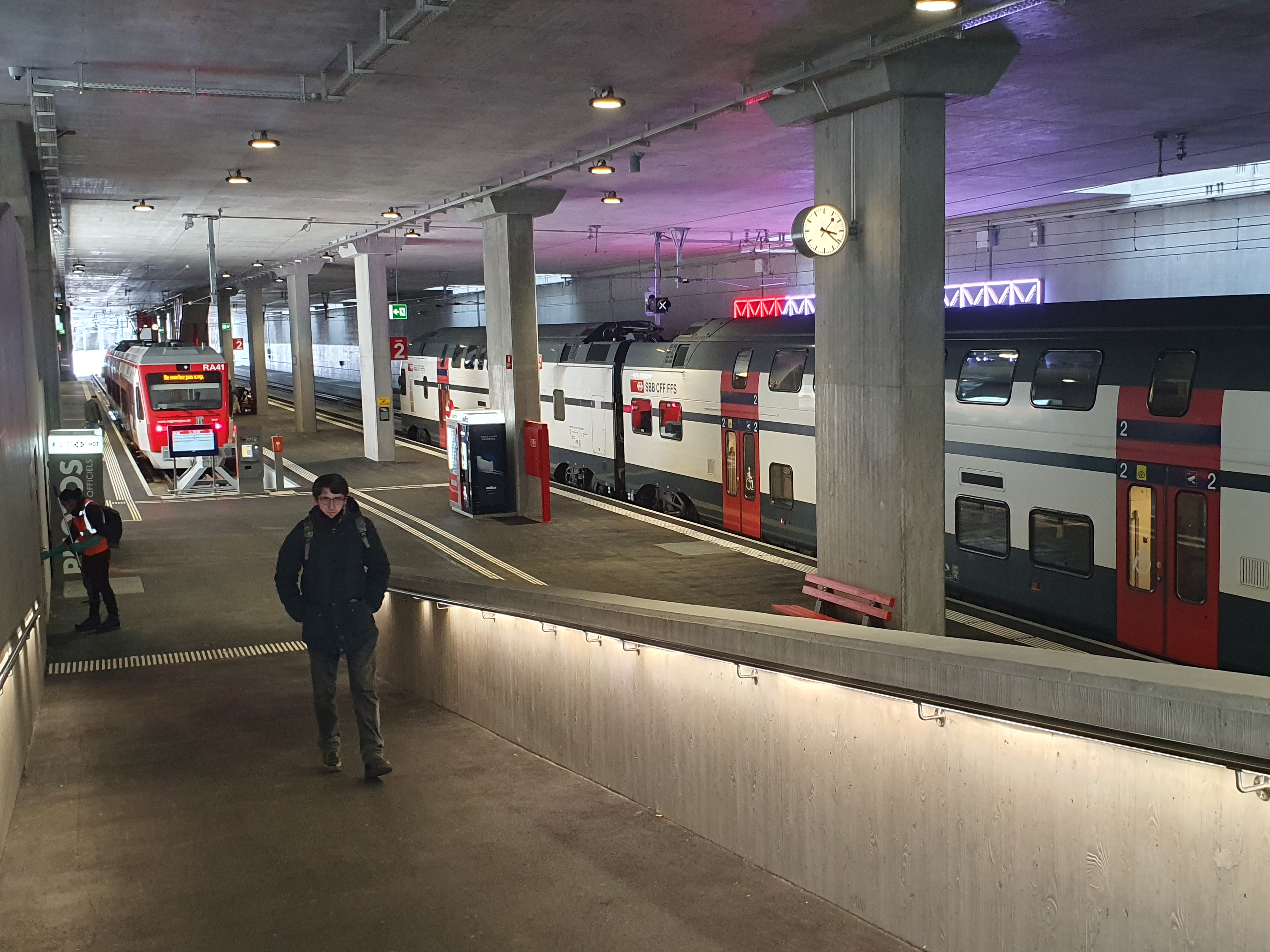
Железнодорожная станция
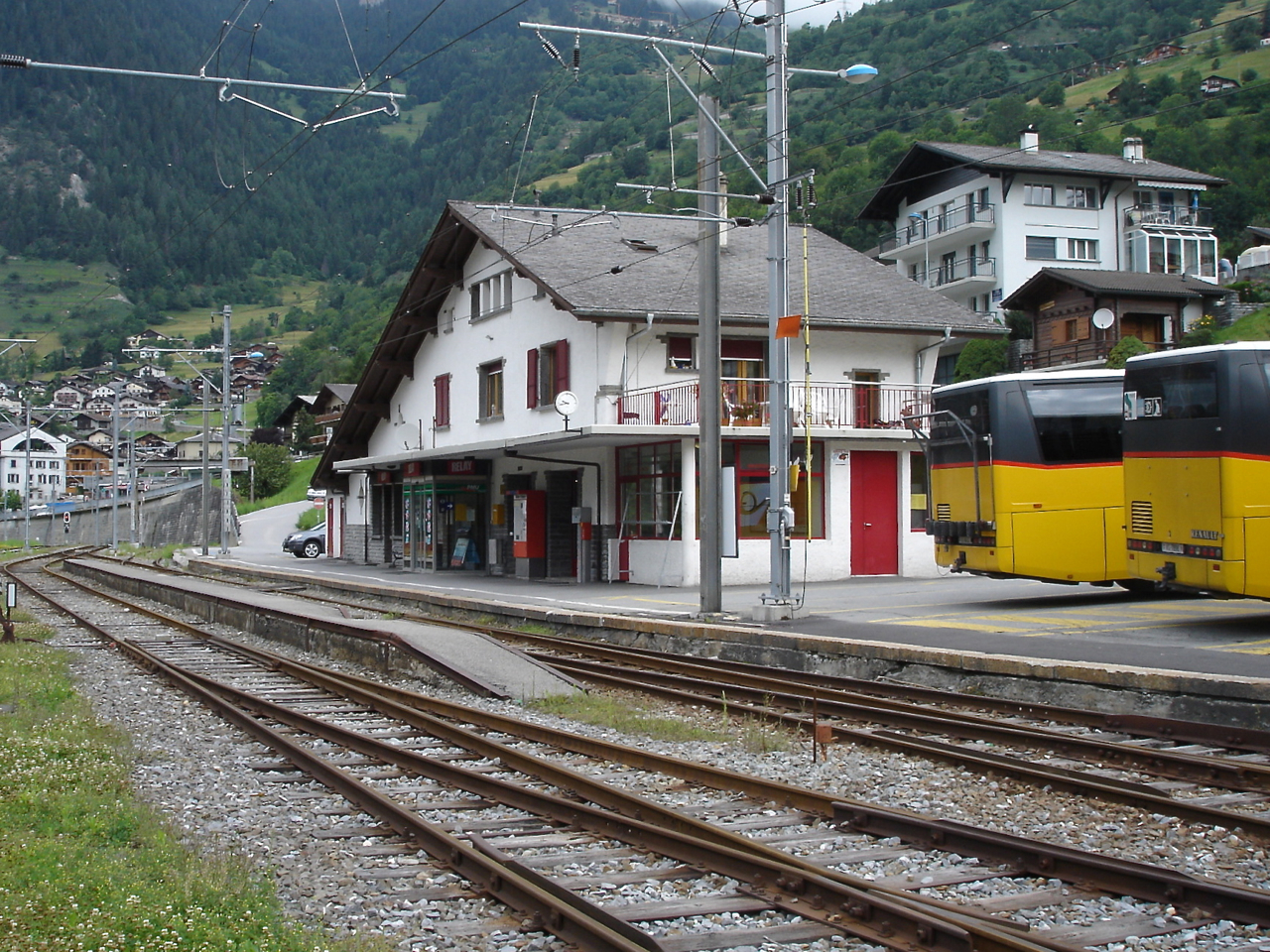
Железнодорожная станция